# 卡齐米日·希维塔尔斯基
卡齐米日·希维塔尔斯基（波蘭語：Kazimierz Świtalski，波蘭語發音：[kaˈʑimjɛʂ staˈɲiswaf ɕfiˈtalskʲi]，1886年3月4日—1962年12月28日），是波兰第二共和国时期的军人、政治家和外交官。他曾于1929年4月至12月担任波兰总理，1930年12月转任众议院议长。1939年9月第二次世界大战爆发后，希维塔尔斯基遭到德军俘虏；并在整个战争期间被关押在多别格涅夫集中营。他在1948年至1956年间再度被波共当局监禁，其后定居华沙直到1962年因车祸身故。